# Uperoleia saxatilis
Uperoleia saxatilis é uma espécie de anfíbio anuro da família Myobatrachidae. Está presente na Austrália. A UICN classificou-a como pouco preocupante.